# Cryptanthus beuckeri
Cryptanthus beuckeri là một loài thực vật có hoa trong họ Bromeliaceae. Loài này được E.Morren mô tả khoa học đầu tiên năm 1880.